# الامپالایام
الامپالایام (به انگلیسی: Alampalayam) یک منطقهٔ مسکونی در هند است که در تامیل نادو واقع شده‌است.

## خصوصیات
الامپالایام ۱۵٬۸۲۳ نفر جمعیت دارد.